# Dry Creek Valley AVA
Dry Creek Valley AVA (anerkannt seit 1983) ist ein Weinbaugebiet im US-Bundesstaat Kalifornien. Das Gebiet liegt im nordwestlichen Teil des Verwaltungsgebiets Sonoma County, nordwestlich der Gemeinde Healdsburg. Das Tal wurde durch den Dry Creek, einem Nebenfluss des Russian River, geformt und ca. 25 km lang und max. 3 km breit. Der Weinbau wird nur durch eine Bewässerung der Rebflächen ermöglicht. Das hierzu notwendige Wasser stammt aus dem künstlich aufgestauten Lake Sonoma.

## Geschichte
Anfang des 20. Jahrhunderts war das Weinbaugebiet einer der bedeutendsten Hersteller von Weinen der Rebsorte Zinfandel. Während der Zeit der Alkoholprohibition wurden die Reben durch Pflaumen-, Zwetschgen- und Birnbäume ersetzt. Die weltweit bekannte Firma Sunsweet Growers bei Healdsburg verarbeitete die Früchte und exportierte die getrockneten Früchte weltweit. Seit dem Anfang der 1970er Jahre gewinnt der Weinbau wieder stark an Bedeutung und der Cabernet Sauvignon sowie Zinfandel sind die wichtigsten Rebsorten. Sauvignon Blanc ist aktuell die bedeutendste weiße Rebsorte des Tals.